# Programmør
En programmør er en person, som udvikler computerprogrammer til computere.
Titlen som verdens første programmør tilskrives Ada Augusta Lovelace, der i 1800-tallet arbejdede sammen med Charles Babbage på hans Analytical Engine. Programmeringssproget Ada er opkaldt efter Ada Augusta Lovelace.
Titlen programmør er ikke beskyttet og kræver således ikke en speciel uddannelse. Især i datamaskinens barndom var programmører selvlærte. Af uddannelser, der bl.a. peger mod at blive programmør, kan nævnes den nu nedlagte uddannelse edb-assistent, der blev afløst af uddannelsen til datamatiker. En systemprogrammør beskæftiger sig med mere styresystemnær programmering og vil ofte have en uddannelse som datalog eller software-ingeniør; men jobgrænserne er mere flydende end uddannelserne. Nogle programmører kaldes systemudviklere. En applikationsprogrammør (sjælden betegnelse i praksis) laver programmer til et forretningsområde og dækker dermed det, som systemprogrammøren ikke tager sig af; men begge dele er softwareudvikling.

Programmøren anvender ét eller flere af en lang række programmeringssprog, som er koder, som kan sætte computeren i gang med forskellige opgaver. Af kendte sprog kan nævnes Java, C++ og Microsofts .net-platforme Visual Basic og C#. Mindre kendte sprog er shell-kommandoer, perl, python og mange flere.
Hvor scripts kan kommunikere med computeren direkte, skal kildetekster først ændres til egentlige programmer, før de kan udføre lige den opgave man ønsker.

## Ekstern henvisning
- The Story of Mel, a Real Programmer

| Programmering | Spire Denne artikel om datalogi eller et datalogi-relateret emne er en spire som bør udbygges. Du er velkommen til at hjælpe Wikipedia ved at udvide den. |